# Raoul Vaneigem
Raoul Vaneigem, né à Lessines (Hainaut, Belgique) le 21 mars 1934, est un écrivain et philosophe belge connu notamment pour sa participation centrale de 1961 à 1970 à l'Internationale situationniste aux côtés de Guy Debord.
Médiéviste, spécialiste des hérésies, il est l'auteur d'une cinquantaine d'ouvrages.

## Biographie

### Jeunesse
Raoul Vaneigem grandit dans un environnement familial majoritairement picardophone ; seule sa mère, d'origine tournaisienne, s'exprime de préférence en français. Après une scolarité à l'école communale de Lessines puis à l'Athénée d'Ath à partir de 1948, il suit des études de philologie romane à l'Université libre de Bruxelles, de 1952 à 1956. Il écrit, entre 1955 et 1956, un mémoire de licence sur Lautréamont, refusé en juin et accepté (après censure) en deuxième session, en septembre 1956. Une semaine plus tard, il occupe un poste de professeur à l’École normale de Nivelles dans le Brabant qu'il conserve jusqu'en 1964.
Le 18 juillet 1960, il envoie à Henri Lefebvre, dont il a apprécié son récent ouvrage La Somme et le reste et le plus ancien Critique de la vie quotidienne, l'essai Fragments pour une poétique (suivis de quatre poèmes à parfaire) qui le met en rapport, via Guy Debord, en 1961, avec l'Internationale situationniste qu'il connaît par Attila Kotányi à Bruxelles. De 1961 à sa démission de son poste de professeur en 1970, il invite la jeunesse à abandonner les valeurs héroïques pour l'hédonisme épicurien radical résumé dans le mot d'ordre : « Vivre sans temps mort, jouir sans entraves. ». Il contribue à la revue éponyme du groupe dont douze numéros ont été publiés, de 1958 à 1969.
Le Traité de savoir-vivre à l'usage des jeunes générations, paru en 1967, s'inscrit dans le projet des situationnistes. Il est l'auteur de la chanson La vie s'écoule, la vie s'enfuit, en mai 68, de Francis Lemonnier, lors de l'occupation par le Comité pour le Maintien des Occupations (CMDO) de l'Institut Pédagogique National.
En 1970, il présente sa démission à l'Internationale situationniste en répondant, par une lettre datée du 14 novembre, à la Déclaration du 11 novembre signée par René Riesel, Guy Debord et René Viénet. Ces deux derniers signent le 9 décembre de la même année un communiqué de l'Internationale situationniste à propos de Vaneigem.
Vaneigem est également l'auteur en 1974 d'un mode d'emploi de la révolution, publié sous le pseudonyme de Ratgeb, De la grève sauvage à l'autogestion généralisée.
Dans Le Livre des plaisirs, paru en 1979, il présente une critique de la société marchande.

### Carrière
Médiéviste, il a travaillé sur les hérésies et la résistance au christianisme, dans lesquelles il voit « les signes d'une civilisation à venir, fondée non plus sur l'aliénation du travail, le pouvoir et le profit, mais sur la créativité, la jouissance et la gratuité. »
L'œuvre de Vaneigem se divise en deux tendances. L'une, théorique, trouve sa justification dans l'idée que « la révolution n'est plus dans le refus de la survie, mais dans une jouissance de soi que tout conjure à interdire ». L'autre, faisant appel à une érudition de chercheur, tente de démontrer que l'esprit de la liberté et de la jouissance se rencontre dès le Moyen Âge central dans le mouvement du Libre-Esprit, qu'il distingue, dans un premier temps, des hérésies, dans lesquelles il voit « des filiales de l'orthodoxie » (Le Mouvement du Libre-Esprit, 1986), avant de revenir sur cette opposition dans son livre sur « les hérésies, des origines au XVIIIe siècle », au titre évocateur de La Résistance au christianisme, publié en 1993.

### Positions
En 2003, il critique la loi Gayssot et la « censure » de thèses négationnistes, dans son livre, préfacé par Robert Ménard, Rien n’est sacré, tout peut se dire. Réflexions sur la liberté d'expression, auquel Bruno Gaccio fait référence dans son livre d'entretien avec Dieudonné, Peut-on tout dire (2010). En 2005, Michel Onfray lui dédie son Traité d'athéologie.
De 2008 à 2010, il collabore au journal Siné Hebdo, devenu Siné Mensuel, de son ami Siné après son licenciement de Charlie Hebdo. En 2014, il publie un livre d'entretiens avec Gérard Berréby, Rien n'est fini, tout commence, dans lequel il revient sur son parcours. En 2019 et 2020, il publie quelques articles sur Le Média puis sur le site Blast fondé par Denis Robert. En 2022, il publie Rien ne résiste à la joie de vivre. Durant la pandémie de Covid-19, en 2021, il qualifie le « crime contre l’humanité d’acte fondateur d'un système économique qui exploite l’homme et la nature » et appelle à « laisser pourrir ce qui pourrit et préparer les vendanges », faisant référence à un principe alchimique.

### Vie privée
Il partage son existence entre sa maison de Flobecq en Belgique, non loin de sa ville natale de Lessines, et Tonnerre dans l'Yonne. Un entretien par correspondance publié fin 2020 mentionne qu'il passe sa retraite sous le soleil catalan près de Barcelone.
Raoul Vaneigem a eu quatre enfants: Ariane, née en 1961 de son union avec sa compagne et épouse Thérèse Dubrule, Ariel et Tristan, nés en 1977 et 1979et enfin, Chiara, née en 1996[réf. souhaitée].

## Œuvre

### Œuvre personnelle

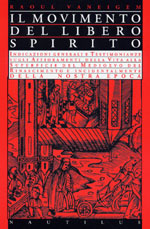
Le Mouvement du libre-esprit, édition italienne de 1995.

- Isidore Ducasse et le comte de Lautréamont dans les Poésies, 1958, réédité par Belladona, Barcelone, 1978, plaquette brochée de 16 pp[26]
- Traité de savoir-vivre à l’usage des jeunes générations[1], 1967 ; rééd. Folio, 1992
- De la grève sauvage à l'autogestion généralisée, sous le pseudonyme de Ratgeb[27], Union générale d'éditions 10/18, Paris, 1974
- Le Livre des plaisirs, éd. Encre, 1979 ; rééd. Labor, Bruxelles 1993 avec nouvelle préface de l'auteur, lecture de Pol Charles et 8 photographies
- L'Île aux délices, sous le pseudonyme d’Anne de Launay, éditions du Bébé noir, collection «Plaisir», 1979, 192 p.
- La vie secrète d’Eugénie Grandet, sous le pseudonyme de Julienne de Cherisy, Éditions de la Brigandine, 1981
- Le Mouvement du libre-esprit. Généralités et témoignages sur les affleurements de la vie à la surface du Moyen Âge, de la Renaissance et, incidemment, de notre époque, Ramsay, 1986 ; rééd. L'Or des fous, 2005 avec préface de l'auteur et notice et bibliographie de Shigenobu Gonzalvez
- Adresse aux vivants sur la mort qui les gouverne et l’opportunité de s’en défaire[28], Seghers, Paris 1990 — prix quinquennal de l'essai de la Communauté française de Belgique 1991
- Louis Scutenaire, Seghers, coll. Poètes d'aujourd'hui, Paris, 1991
- Les Controverses du christianisme, Bordas 1992 — sous le pseudonyme de Tristan Hannaniel
- Lettre de Staline à ses enfants enfin réconciliés de l’Est et de l’Ouest, Manya, Levallois-Perret 1992, Verdier éditeur, Lagrasse (Aude), 1998
- La Résistance au christianisme. Les hérésies des origines au XVIIIe siècle, Fayard, Paris 1993
- Les Hérésies, PUF, coll. « Que sais-je ? », 1994
- Avertissement aux écoliers et lycéens[29], 1995, Mille et une nuits, 80 pages,  (ISBN 2-910-233-93-6)
- Nous qui désirons sans fin, Le Cherche midi, 1996, rééd. Gallimard Collection Folio actuel (no 59), 1998
- La Paresse, Éditions du Centre Pompidou, 1996
- Notes sans portée, À la Pierre d'Alun, Bruxelles, 1997
- Dictionnaire de citations pour servir au divertissement et à l’intelligence du temps, Le Cherche midi, Coll. Amor Fati, 1998, Librio 2007
- Pour une internationale du genre humain, Le Cherche midi, Collection Amor Fati 1999. Réédité chez Gallimard, Collection Folio actuel (no 86), 2001.
- De l’inhumanité de la religion, Denoël, 2000
- Déclaration des droits de l’être humain. De la souveraineté de la vie comme dépassement des droits de l’homme, Le Cherche midi, 2001
- Déclaration universelle des droits de l’être humain, Le Cherche midi, 2001
- L’Ère des créateurs, Complexe, 2002
- Pour l’abolition de la société marchande pour une société vivante, Payot, 2002
- Salut à Rabelais ! Une lecture au présent, Complexe, 2003
- Rien n’est sacré, tout peut se dire. Réflexions sur la liberté d'expression, La Découverte, coll. Sur le vif, 2003
- Le Chevalier, la Dame, le Diable et la Mort, Le Cherche midi, 2003
- Banalités de base, réédition de l'article publié en deux parties dans les numéros 7 et 8 de la revue Internationale situationniste, réédition Ludd éditions, Paris 1995 puis Verticales, collection Minimales, 2004  (ISBN 2-84335-192-8)
- Modestes propositions aux grévistes, Verticales, Minimales, 2004
- Voyage à Oarystis, roman, dessins de Giampiero Caiti, Estuaire, coll. Carnets littéraires, Tournai, 2005  (ISBN 2-87443-007-2)
- Journal imaginaire, Le Cherche midi, Paris, 2006
- Éloge de la paresse affinée, publié dans le recueil de textes La Volonté de paresse, L'or des fous, éditeur 2006
- Pour une internationale du genre humain, publié simultanément en français et en persan, L'or des fous, éditeur, 2006
- Entre le deuil du monde et la joie de vivre (les situationnistes et la mutation des comportements), Verticales | phase deux, 2008, 230 p.  (ISBN 978-2-07-0774760)
- Ni pardon ni talion. La question de l'impunité dans les crimes contre l'humanité[30], La Découverte, coll. Sur le vif, 2009
- De l’amour, Le Cherche midi, Paris, 2010,
- L’État n’est plus rien, soyons tout, publié aux éditions Rue des cascades, 2010[31], 47 p.  (ISBN 978-2-9170-5109-2)
- Lettre à mes enfants et aux enfants du monde à venir, Le Cherche Midi, 2011
- Les Cueilleurs de mots, album jeunesse illustré par Gabriel Lefebvre, Le Renard découvert, 2012, rééd. L'Atlante, Neuilly, 2014 72 p.  (ISBN 978-2-350-30303-1)
- Histoire désinvolte du surréalisme, initialement publiée sous le pseudonyme de Jules-François Dupuis aux éditions Paul Vermont, Collection rappel au désordre en 1977, puis réédité aux éditions  L'Instant en 1988; édition revue et corrigée, Libertalia, octobre 2013
- Rien n'est fini, tout commence, livre d'entretiens avec Gérard Berréby, Allia, 2014[32],[33]
- De la destinée, Le Cherche midi, Paris, 2015
- Pourquoi je ne vote pas et autres inédits, Cactus inébranlable éditions/P'tits Cactus, Amougies, 2017, 84 p.  (ISBN 978-2-930659-65-7)
- Propos de table, Dialogue entre la vie et le corps, Le Cherche Midi, 2018[34]
- Contribution à l'émergence de territoires libérés de l'emprise étatique et marchande. Réflexion sur l’autogestion de la vie quotidienne, éditions Payot Rivages, 2018[35]
- Appel à la vie contre la tyrannie étatique et marchande, Libertalia, mai 2019[36]
- La liberté enfin s'éveille au souffle de la vie, manifeste, Le Cherche midi, Poche, Paris, 2020, 160 p.  (ISBN 978-2-7491-6598-1)[37],[38]
- L'insurrection de la vie quotidienne, textes et entretiens, Éditions Grévis, Caen, juin 2020, 192 p.  (ISBN 978-2-9568078-2-7)
- Retour à la base, Cactus inébranlable éditions, Amougies, février 2021
- Rien ne résiste à la joie de vivre, Libres propos sur la liberté souveraine, éditions Grévis, 2022, 64 p.
- Adages, accompagnés de collages de André Stas, collection La Petite Pierre, La Pierre d'Alun, Bruxelles, 2022, 64 p.  (ISBN 978-2-87429-123-4)
- Retour à la vie, L'Insomniaque, oct. 2022, 64 p.
- Du Traité de savoir-vivre à l'usage des jeunes générations à la nouvelle insurrection mondiale, Le Cherche-midi, Paris, oct. 2023
- Acratie et autogestion, vers une société en rupture avec tous les modes de gouvernements oppressifs, éditions Acratie, La Bussière (Vienne), 2024, 70 p.  (ISBN 978-2-909899-76-3)
- Abolir la prédation, redevenir humain. Appel à la création mondiale de collectivités en lutte pour une vie humaine libre et authentique, Éditions Grévis, Caen,  2024, 24 p.  (ISBN 978-2-492-66516-5)
- Vivre, textes de Raoul Vaneigem, images et photogrammes de Nicolas Kozakis, co-édité par Yellow Now, Crisnée (Belgique) et l’EMET (Musée national d’art contemporain d’Athènes), 2024, 224 p.  (ISBN 978-2-873-40503-8),

### En collaboration
- Raoul Vaneigem et Jacques Serena, Les péchés capitaux Tome 1 - La Paresse, Editions du Centre Georges Pompidou-Ircam, 1999
- Le retour à Nobodyland (1973) in Anthologie du cinéma invisible de Christian Janicot, Éditions Jean-Michel Place, 1995
- Hans Ulrich Obrist, Conversation avec Raoul Vaneigem, Manuella Éditions, collection “Une Conversation”, Paris, 2009, 48 pages  (ISBN 978-2-917217-22-1)
- Pour inaugurer l'ère du vivant in Claire Lejeune, Marcel Moreau, Jacques Sojcher et Raoul Vaneigem, Quatuor pour une autre vie (essai), Avin/Hannut, Éditions Luce Wilquin, 2004, pp. 7-45
- Orlan, Raphaël Enthoven, Raoul Vaneigem, Unions mixtes, mariages libres et noces barbares, éditions Dilecta, Paris, 2010  (ISBN 978-2-916275-66-6)
- Raoul Vaneigem, Morgan Sportès, Keith Sanborn, Yann Beauvais, Patrick Marcolini, Pierre-Ulysse Barranque, Laurent Jarfer, IN SITUS. Théorie, Spectacle et Cinéma, chez Guy Debord et Raoul Vaneigem, Gruppen Éditions[39], 2013  (ISBN 978-2-919103-08-9)

#### Préfaces, postfaces, articles
- Terrorisme ou révolution, en préambule à Pour la révolution, choix de textes d'Ernest Cœurderoy, Éditions Champ Libre, Classiques de la subversion 2/3, Paris, 1972
- Postface-lecture, sous le pseudonyme de Michel Thorgall, à la réédition de La femme de Gilles de Madeleine Bourdouxhe, Éditions Labor-Espace-Nord, Bruxelles, 1985
- En deçà du langage, préface à la réédition de Sur J.-K. Huysmans de Léon Bloy, Éditions Complexe, collection Le regard littéraire, Bruxelles, 1986
- Préface, sous le pseudonyme de Michel Thorgal, à Récits de l’Ardenne de Marcellin Lagarde, Labor-Espace-Nord, Bruxelles, 1992
- Déclaration des droits et devoirs de la personne, postface à André Bercoff, Lettre ouverte à ceux qui ne sont rien et qui veulent être tout, Albin Michel, collection «Lettre ouverte», 1992  (ISBN 978-2226060754)
- Posface à Alain Mamou-Mani, Au-delà du profit. Comment réconcilier Woodstock et Wall Street, Albin Michel, Paris, 1995
- Postface-lecture à L'Ordre du jour de Jean-Luc Outers, Éditions Labor-Espace-Nord, Bruxelles, 1996
- Postface au Manifeste du Parti communiste, Karl Marx et Friedrich Engels, Éditions Mille et une nuits, 1994, 1999
- Vous qui entrez, laissez tout désespoir, postface à Isidore Ducasse - Lautréamont, Poésies, Éditions Mille et une nuits, novembre 1995  (ISBN 2-84205-012-6)
- Préface à Contre le travail des enfants, de Philippe Godard, Éditions Desmaret, collection «Comportement», Strasbourg, 2001
- Préface à L'art de ne croire en rien, suivi de Livre des trois imposteurs, Payot & Rivages/poche, Paris, 2002, 176 pages  (ISBN 978-2-7436-1002-9)
- Une œuvre au futur, préface à Charles Fourier, Des harmonies polygames en amour, Rivages/poche, Paris, 2003
- Les vérités qui se cherchent sont multiples, préface à Sergio Ghirardi, Nous n'avons pas peur des ruines. Les situationnistes et notre temps, L'insomniaque, Montreuil, 2003
- De la souveraineté et du mépris de l'amour, préface à André Le Chapelain, Comment maintenir l'amour, Rivages/poche, Paris, 2004
- Préface «Vive la Commune!» à La Commune d’Oaxaca - Chroniques et considérations de Georges Lapierre, éditions Rue des Cascades, 2008, réédition 2023 éditions Éclat, collection Poche, 320 p.  (ISBN 978-2-84162-667-0)
- Didier Porte, Insupportable ! Chronique d’un licenciement bien mérité, First Editions, 2010, 254 pages, postface  (ISBN 978-2-7540-2255-2)
- De la veulerie journalistique, revue Médias, n° 25, juin 2010
- L'enfant est l'avenir de l'adulte, préface à Jean-Pierre Lepri, 'Éducation' authentique, pourquoi ?, éditions Le Hêtre Myriadis, 2017, 356 p.
- Les raisons de la colère, article sur sinemensuel.com, décembre 2018[40]
- Nous sommes là où tout commence, Le Média, 25 novembre 2019[41]
- Prendre le loisir de l'insurrection permanente, Le Média, 18 janvier 2020[42]
- La revanche de la liberté, Le Média, 8 février 2020[43]
- Le coronavirus, révélateur de la faillite de l'État, Le Média, 19 mars 2020[44]
- La Vie te salue, Marcel, hommage à Marcel Moreau, écrivain libertaire décédé le 4 avril 2020, sur sinemensuel.com, avril 2020[45]
- Décrétons l'autodéfense sanitaire !, Le Média, 20 mai 2020[46]
- Postface à  Inventaire de  Philippe Delessert, Éditions du Sandre, 2020
- Postface à La grande déchirure...Noël 1920 à Tours, le Congrès fratricide de Jean A. Chérasse, Éditions du Croquant, 2020
- Vivre (et en finir avec le mépris de la vie), Blast 11 mai 2021[47]
- Renaissance, préface à Roland Devresse, Au confinement des mondes, Éditions du Sapin, Bruxelles, 2021
- Retour à la vie, Blast, 07 mars 2022[48]
- Contre le Parti de la mort. Libérons la vie, libérons la terre !, À contretemps, Odradek, avril 2023[49].
- Radicalité de Mai 68, Lundi matin #384, 22 mai 2023[50].
- Postface à Cette soif inassouvie d’une vie à changer, De la «Grève du siècle» à l'Estro armonico de Frédéric Thomas &  Clairette Schock, Éditions du Cerisier, Cuesmes (Mons), coll. "Place publique", 2023.

#### Chanson
- La vie s'écoule, la vie s'enfuit, paroles de Raoul Vaneigem, musique de Francis Lemonnier, chantée et enregistrée par Jacques Marchais en 1968[51], René Binamé, Gilles Servat, Fanchon Daemers, Renaud en 2022, etc[52].

## Entretiens
- Raoul Vaneigem, refus et passions, entretien «écrit» avec François Bott, publié dans Le Monde du  12 septembre 2003
- Incliner l'univers en sa faveur, entretien «écrit» avec Nadine Sautel, publié dans le numéro 436 du Magazine littéraire de novembre 2004
- Raoul Vaneigem, la gratuité est l’arme absolue, entretien avec Jean-Pierre Bouyxou, Siné Mensuel n°2 d'octobre 2011
- "Nous n'avons d'autre alternative que d'oser l'impossible", entretien du journal Le Monde avec Raoul Vaneigem, 30 août 2019.
- Désobéissance civile, entretien avec Béatrice Delvaux et Catherine Makereelet, publié par Le Soir de Bruxelles le 14 novembre 2020 (payant)[53].
- Je me méfie de cette pensée coupée du vivant qu’est l’intellectualité, interview par Michel Voiturier, FluxNews 96, 12 avril 2025[54].